# Historique du parcours européen du Club athlétique Brive Corrèze Limousin
Le parcours européen du CA Brive est l'histoire des participations du CA Brive, équipe de rugby à XV de Brive, en Coupe d'Europe et en Challenge européen depuis 1996.
Les Brivistes ont connu la gloire européenne en remportant la prestigieuse Heineken Cup, la compétition principale, lors de l’édition 1996-1997. Ils ont également été finalistes la saison suivante, en 1997-1998.
Depuis 1996, Brive a disputé 3 fois la Coupe d'Europe et 17 fois le Challenge européen. La saison 2019-2020 correspond à la vingtième campagne européenne du club.

## Historique

### 1996-1997
Coupe d'Europe :
Brive dispute pour la première fois une compétition européenne cette saison-là. Les Corréziens ont obtenu leur qualification pour cette deuxième édition de la Coupe d'Europe à la suite de leur victoire en Challenge Yves du Manoir la saison précédente. La première Coupe d’Europe a été remportée par le Stade toulousain. Les clubs anglais et écossais, absents lors de l’édition 1995-1996, ont rejoint la compétition. Celle-ci voit s'affronter vingt équipes réparties en quatre poules. Brive  se retrouve dans la poule C, aux prises avec les Gallois de Leath, des Écossais de Caledonia Rugby, les Anglais des Harlequins ainsi que de la province de l’Ulster.

Pour Brive, la première phase va se dérouler à merveille, et les quatre matchs vont se solder par autant de victoires. Le CA Brive est qualifié pour les quarts de finale et, grâce à sa première place en poule, il peut disputer son quart à domicile. Il a rendez-vous le 17 novembre 1996 les Gallois de Llanelli.
Le quinze briviste, conquérant ce jour-là, prend rapidement ses distances pour ne plus jamais être menacé. Il s’impose 35-14 et obtient sa qualification pour les demi-finales. Il joue encore une fois sa demi-finale à Brive, contre le vice-champion d’Europe, le Cardiff FC. La rencontre est prévue pour le 5 janvier 1997. Dans les jours qui précèdent l’affiche, des chutes de neiges s’abattent sur la région et le 4 janvier, veille du match, une vingtaine de centimètres recouvrent la pelouse d’Amédée Domenech. Mais durant la nuit, les efforts des services techniques de la ville de Brive, des militaires du 126e Régiment d’Infanterie ainsi que des supporters auront raison de la neige.
La rencontre se déroule donc comme prévu, et va voir la victoire du CAB (26-13) grâce à deux essais de David Venditti et de François Duboisset.
Pour sa première participation à une compétition européenne, Brive est en finale. Il va rencontrer, le 25 janvier, les redoutables Tigres de Leicester qui comptent dans leurs rangs Martin Johnson, le futur capitaine de l’équipe d’Angleterre championne du monde en 2003. La finale a pour cadre le temple du rugby gallois, le mythique Arms Park de Cardiff.
Dans un match parfaitement maîtrisé, où il va inscrire quatre essais (par Sébastien Viars, Gérald Fabre et  Sébastien Carrat qui signe un doublé), le quinze corrézien s’impose de façon magistrale 28-9. Il gagne la Coupe d’Europe, qui est remise à l’immense capitaine Alain Penaud. À la suite de ce coup d’éclat, Penaud sera rappelé par le Quinze de France, avec qui il réalisera le Grand Chelem.
Cet authentique exploit est fêté comme il se doit par toute la Corrèze, qui réserve un accueil triomphal aux héros de Cardiff à leur retour.
|                  | Tour                          | Club             | Match | Club             |   |
| ---------------- | ----------------------------- | ---------------- | ----- | ---------------- | - |
| 12 octobre 1996  | Phase de poules, poule C : J1 | CA Brive Corrèze | 34-19 | Neath RFC        | 1 |
| 20 octobre 1996  | Phase de poules, poule C : J2 | Caledonia Rugby  | 30-32 | CA Brive Corrèze | 2 |
| 27 octobre 1996  | Phase de poules, poule C : J3 | CA Brive Corrèze | 23-10 | Harlequins       | 3 |
| 2 novembre 1996  | Phase de poules, poule C : J4 | Ulster Branch    | 6-17  | CA Brive Corrèze | 4 |
| 17 novembre 1996 | Quart-de-finale               | CA Brive Corrèze | 35-14 | Llanelli RFC     | 5 |
| 5 janvier 1997   | Demi-finale                   | CA Brive Corrèze | 26-13 | Cardiff FC       | 6 |
| 25 janvier 1997  | Finale                        | CA Brive Corrèze | 28-9  | Leicester FC     | 7 |

Classement de la poule C :
| Équipe          | Pts | MJ | V | N | D | EM | EE | PM  | PE  | DP  |
| --------------- | --- | -- | - | - | - | -- | -- | --- | --- | --- |
| CA Brive        | 8   | 4  | 4 | 0 | 0 | 13 | 8  | 106 | 65  | +41 |
| Harlequins      | 6   | 4  | 3 | 0 | 1 | 20 | 8  | 131 | 95  | +36 |
| Neath RFC       | 4   | 4  | 2 | 0 | 2 | 10 | 16 | 83  | 109 | -26 |
| Caledonia Rugby | 2   | 4  | 1 | 0 | 3 | 6  | 10 | 114 | 127 | -12 |
| Ulster          | 0   | 4  | 0 | 0 | 4 | 13 | 20 | 46  | 84  | -39 |

Si dans son histoire les blanc et noir du CA Brive n’ont été Champions de France, et ont toujours échoué dans la quête du Brennus, l’Histoire retiendra, et pour l’Éternité, ce samedi 25 janvier 1997, qui les aura vus devenir champions d’Europe, et brandir un autre trophée tout aussi prestigieux.

### 1997-1998
Coupe d'Europe :
Les Brivistes remettent leur couronne en jeu à l'occasion de l'édition édition 1997-1998. En phase de poules, ils sont opposés aux Écossais des Borders, aux Gallois de Pontypridd et aux Anglais de Bath. L'opposition face à  Pontypridd retient l'attention, malheureusement en dehors du terrain sportif. Vainqueurs sur le fil 32-31 grâce à un essai d'Yvan Manhès, certains joueurs brivistes se rendent en soirée dans un bar de la ville. Là, des joueurs gallois y font irruption et s'en prennent au demi de mêlée international  Philippe Carbonneau. L'altercation dégénère en bagarre, et des joueurs gallois impliqués dans celle-ci sont interdits de séjour. 
Côté terrain, les corréziens terminent deuxième de la poule et sont contraints de disputer un match de barrage. Ils ont l'avantage de le disputer au Stadium. L'adversaire n'est autre que  Pontypridd, et les Cabistes ont une nouvelle fois raison des Gallois (25-20). En quarts de finale, le club briviste vont défier   chez eux et repartent d'Angleterre avec leur billet pour les demi-finales. Et là, c'est un choc franco-français :  Stade toulousain - CA Brive Corrèze dans l'antre de l'autre Stadium, celui de la  Ville Rose. Face à l'empire toulousain, qui compte déjà 14 titres de champion de France, et qui a raflé les quatre dernières éditions, le suspense dure jusqu'à l'ultime seconde des prolongations. À égalité après 110 minutes (22-22), la victoire revient finalement aux Corréziens qui ont inscrit un essai de plus que leurs adversaires. La voie d'une seconde finale européenne consécutive s'ouvre pour Brive. L'adversaire du jour est une connaissance des poules : Bath. C'est un court déplacement que les joueurs et les nombreux supporters entreprennent pour cet évènement colossal : le Parc Lescure de Bordeaux. Le match est entamé par le bon bout par Brive, qui mène 15-6 à la mi-temps, avant que les Anglais ne reviennent dans la partie. Finalement, ces derniers coifferont Brive sur le poteau, faisant le grand bonheur de certains... Pour un point (19-18), la Coupe d'Europe quitte la France, et rejoint pour la première fois le camp britannique.
|                   | Tour                          | Club             | Match | Club             |    |
| ----------------- | ----------------------------- | ---------------- | ----- | ---------------- | -- |
| 7 septembre 1997  | Phase de poules, poule C : J1 | CA Brive Corrèze | 56-18 | Scottish Borders | 8  |
| 14 septembre 1997 | Phase de poules, poule C : J2 | CA Brive Corrèze | 32-31 | Pontypridd RFC   | 9  |
| 20 septembre 1997 | Phase de poules, poule C : J3 | Bath Rugby       | 27-25 | CA Brive Corrèze | 10 |
| 27 septembre 1997 | Phase de poules, poule C : J4 | Pontypridd RFC   | 29-29 | CA Brive Corrèze | 11 |
| 5 octobre 1997    | Phase de poules, poule C : J3 | CA Brive Corrèze | 29-12 | Bath Rugby       | 12 |
| 12 octobre 1997   | Phase de poules, poule C : J4 | Scottish Borders | 29-39 | CA Brive Corrèze | 13 |
| 1er novembre 1997 | Barrage                       | CA Brive Corrèze | 25-20 | Pontypridd RFC   | 14 |
| 9 novembre 1997   | Quart-de-finale               | London Wasps     | 18-25 | CA Brive Corrèze | 15 |
| 21 décembre 1997  | Demi-finale                   | Stade toulousain | 22-22 | CA Brive Corrèze | 16 |
| 31 janvier 1998   | Finale                        | Bath Rugby       | 19-18 | CA Brive Corrèze | 17 |

Classement de la poule C :
| Équipe           | Pts | MJ | V | N | D | EM | EE | PM  | PE  | DP  |
| ---------------- | --- | -- | - | - | - | -- | -- | --- | --- | --- |
| Bath Rugby       | 10  | 6  | 5 | 0 | 1 | 12 | 12 | 141 | 119 | +22 |
| CA Brive         | 9   | 6  | 4 | 1 | 1 | 24 | 13 | 210 | 146 | +64 |
| Pontypridd RFC   | 5   | 6  | 2 | 1 | 3 | 17 | 13 | 154 | 147 | +7  |
| Scottish Borders | 0   | 6  | 0 | 0 | 6 | 14 | 29 | 129 | 222 | -93 |

### 1998-1999
Challenge européen :
|                   | Tour                          | Club                | Match | Club             |    |
| ----------------- | ----------------------------- | ------------------- | ----- | ---------------- | -- |
| 19 septembre 1998 | Phase de poules, poule 3 : J1 | CA Brive Corrèze    | 31-22 | Biarritz         | 18 |
| 29 septembre 1998 | Phase de poules, poule 3 : J2 | Portugal            | 7-85  | CA Brive Corrèze | 19 |
| 7 octobre 1998    | Phase de poules, poule 3 : J3 | CA Brive Corrèze    | 26-9  | Section Paloise  | 20 |
| 11 octobre 1998   | Phase de poules, poule 3 : J4 | SU Agen             | 34-35 | CA Brive Corrèze | 21 |
| 17 octobre 1998   | Phase de poules, poule 3 : J5 | CA Brive Corrèze    | 49-10 | Dinamo Bucarest  | 22 |
| 7 novembre 1998   | Phase de poules, poule 3 : J6 | Bridgend RFC        | 20-15 | CA Brive Corrèze | 23 |
| 12 décembre 1998  | Quart-de-finale               | CA Brive Corrèze    | 43-12 | Caerphilly RFC   | 24 |
| 31 janvier 1999   | Demi-finale                   | CS Bourgoin-Jallieu | 26-23 | CA Brive Corrèze | 25 |

Classement de la poule 3 :
|   | Équipe          | Joués | V | N | D | EM | EE | PP  | PE  | Diff | Points |
| - | --------------- | ----- | - | - | - | -- | -- | --- | --- | ---- | ------ |
| 1 | CA Brive        | 6     | 5 | 0 | 1 | 35 | 14 | 241 | 102 | +139 | 10     |
| 2 | SU Agen         | 6     | 4 | 0 | 2 | 30 | 11 | 231 | 93  | +138 | 8      |
| 3 | Pau             | 6     | 4 | 0 | 2 | 25 | 8  | 211 | 87  | +124 | 8      |
| 4 | Biarritz        | 6     | 4 | 0 | 2 | 30 | 14 | 187 | 124 | +63  | 8      |
| 5 | Bridgend        | 6     | 2 | 0 | 4 | 19 | 28 | 158 | 206 | -48  | 4      |
| 6 | Dinamo Bucarest | 6     | 2 | 0 | 4 | 19 | 31 | 131 | 246 | -115 | 4      |
| 7 | Portugal        | 6     | 0 | 0 | 6 | 8  | 60 | 73  | 374 | -301 | 0      |

### 1999-2000
Bouclier européen :
|                  | Tour                          | Club             | Match | Club             |    |
| ---------------- | ----------------------------- | ---------------- | ----- | ---------------- | -- |
| 20 novembre 1999 | Phase de poules, poule 7 : J1 | London Irish     | 37-21 | CA Brive Corrèze | 26 |
| 28 novembre 1999 | Phase de poules, poule 7 : J2 | CA Brive Corrèze | 64-17 | Rugby Rome       | 27 |
| 11 décembre 1999 | Phase de poules, poule 7 : J3 | SU Agen          | 31-9  | CA Brive Corrèze | 28 |
| 18 décembre 1999 | Phase de poules, poule 7 : J4 | CA Brive Corrèze | 13-28 | SU Agen          | 29 |
| 9 janvier 2000   | Phase de poules, poule 7 : J5 | Rugby Rome       | 18-43 | CA Brive Corrèze | 30 |
| 16 janvier 2000  | Phase de poules, poule 7 : J6 | CA Brive Corrèze | 49-31 | London Irish     | 31 |

Classement de la poule 7 :
|                         | MJ | V | N | D | PP  | PC  | Pts |
| ----------------------- | -- | - | - | - | --- | --- | --- |
| SU Agen France          | 6  | 5 | 0 | 1 | 211 | 100 | 10  |
| London Irish Angleterre | 6  | 4 | 0 | 2 | 192 | 140 | 8   |
| CA Brive France         | 6  | 3 | 0 | 3 | 199 | 162 | 6   |
| Rugby Rome Italie       | 6  | 0 | 0 | 6 | 94  | 294 | 0   |

### 2000-2001
Challenge européen :
|                 | Tour                          | Club              | Match | Club              |    |
| --------------- | ----------------------------- | ----------------- | ----- | ----------------- | -- |
| 7 octobre 2000  | Phase de poules, poule 6 : J1 | Piacenza RC       | 13-29 | CA Brive Corrèze  | 32 |
| 15 octobre 2000 | Phase de poules, poule 6 : J2 | CA Brive Corrèze  | 44-10 | Piacenza RC       | 33 |
| 21 octobre 2000 | Phase de poules, poule 6 : J3 | London Irish      | 35-8  | CA Brive Corrèze  | 34 |
| 28 octobre 2000 | Phase de poules, poule 6 : J4 | Stade Aurillacois | 26-28 | CA Brive Corrèze  | 35 |
| 14 janvier 2001 | Phase de poules, poule 6 : J5 | CA Brive Corrèze  | 37-27 | London Irish      | 36 |
| 21 janvier 2001 | Phase de poules, poule 6 : J6 | CA Brive Corrèze  | 38-32 | Stade Aurillacois | 37 |
| 28 janvier 2001 | Quart-de-finale               | CA Brive Corrèze  | 13-20 | Harlequins        | 38 |

Classement de la poule 6 :
|                         | MJ | V | N | D | PP  | PC  | Pts |
| ----------------------- | -- | - | - | - | --- | --- | --- |
| London Irish Angleterre | 6  | 5 | 0 | 1 | 254 | 106 | 10  |
| CA Brive France         | 6  | 5 | 0 | 1 | 184 | 143 | 10  |
| Aurillac France         | 6  | 2 | 0 | 4 | 155 | 179 | 4   |
| Piacenza Italie         | 6  | 0 | 0 | 6 | 90  | 255 | 0   |

Relégué en Pro D2 à l'issue de la saison 2000-2001, Brive ne pourra disputer de compétition européenne durant deux saisons. Ce n'est que lors la saison 2003-2004 que le club briviste, de retour dans le Top 16, est à nouveau présent sur la scène continentale.

### 2003-2004
Challenge européen :
Le CA Brive respire de nouveau le parfum des compétitions européennes à l'occasion. L’organisation du Challenge Européen a été remodelée, elle se déroule désormais par élimination directe en matchs aller-retour. Les premier et deuxième tour sont franchis par les Brivistes, qui doivent à chaque fois s'incliner loin de leur bases, lors des deux matches retour : d'abord face aux Italiens de Viadana, ensuite contre la vaillante équipe de Castres. Les cabies atteignent les quarts de finale de l'épreuve. Ils affrontent les Harlequins, qui les avaient éliminé en janvier 2001. Cela s'était également passé en quarts de finale, lors de la dernière participation du club corrézien au Challenge européen. Trois ans plus tard, l'histoire semble devoir se répéter : Brive est lourdement battu en Angleterre (41-8). Cet échec est rédhibitoire, la revanche une semaine plus tard au Stade Amédée-Domenech (36-20) n'y changera rien.
|                  | Tour                      | Club              | Match | Club              |    |
| ---------------- | ------------------------- | ----------------- | ----- | ----------------- | -- |
| 6 décembre 2003  | Seizième de finale aller  | CA Brive Corrèze  | 39-3  | Arix Viadana      | 39 |
| 14 décembre 2003 | Seizième de finale retour | Arix Viadana      | 38-22 | CA Brive Corrèze  | 40 |
| 11 janvier 2004  | Huitième de finale aller  | CA Brive Corrèze  | 30-17 | Castres olympique | 41 |
| 18 janvier 2004  | Huitième de finale retour | Castres olympique | 31-28 | CA Brive Corrèze  | 42 |
| 24 janvier 2004  | Quart de finale aller     | Harlequins        | 41-8  | CA Brive Corrèze  | 43 |
| 1er février 2004 | Quart de finale retour    | CA Brive Corrèze  | 36-20 | Harlequins        | 44 |

### 2004-2005
Challenge européen :
|                  | Tour                      | Club               | Match | Club               |    |
| ---------------- | ------------------------- | ------------------ | ----- | ------------------ | -- |
| 23 octobre 2004  | Seizième de finale aller  | Worcester Warriors | 29-15 | CA Brive Corrèze   | 45 |
| 30 octobre 2004  | Seizième de finale retour | CA Brive Corrèze   | 40-10 | Worcester Warriors | 46 |
| 4 décembre 2004  | Huitième de finale aller  | CA Brive Corrèze   | 57-6  | El Salvador Rugby  | 47 |
| 11 décembre 2004 | Huitième de finale retour | El Salvador Rugby  | 23-45 | CA Brive Corrèze   | 48 |
| 9 janvier 2005   | Quart de finale aller     | Saracens           | 19-6  | CA Brive Corrèze   | 49 |
| 16 janvier 2005  | Quart de finale retour    | CA Brive Corrèze   | 31-16 | Saracens           | 50 |
| 3 avril 2005     | Demi-finale aller         | Section Paloise    | 37-16 | CA Brive Corrèze   | 51 |
| 23 avril 2005    | Demi-finale retour        | CA Brive Corrèze   | 27-13 | Section Paloise    | 52 |

### 2005-2006
Challenge européen :
|                  | Tour                          | Club                      | Match | Club                      |    |
| ---------------- | ----------------------------- | ------------------------- | ----- | ------------------------- | -- |
| 22 octobre 2005  | Phase de poules, poule 4 : J1 | Newcastle Falcons         | 51-19 | CA Brive Corrèze Limousin | 53 |
| 29 octobre 2005  | Phase de poules, poule 4 : J2 | CA Brive Corrèze Limousin | 64-22 | L'Aquila Rugby            | 54 |
| 11 décembre 2005 | Phase de poules, poule 4 : J3 | Border Reivers            | 25-22 | CA Brive Corrèze Limousin | 55 |
| 17 décembre 2005 | Phase de poules, poule 4 : J4 | CA Brive Corrèze Limousin | 34-28 | Border Reivers            | 56 |
| 14 janvier 2006  | Phase de poules, poule 4 : J5 | L'Aquila Rugby            | 19-47 | CA Brive Corrèze Limousin | 57 |
| 21 janvier 2006  | Phase de poules, poule 4 : J6 | CA Brive Corrèze Limousin | 17-24 | Newcastle Falcons         | 58 |
| 1er avril 2006   | Quart-de-finale               | Gloucester Rugby          | 46-13 | CA Brive Corrèze Limousin | 59 |

Classement de la poule 4 :
|                              | MJ | V | N | D | PP  | PC  | Pts |
| ---------------------------- | -- | - | - | - | --- | --- | --- |
| Newcastle Falcons Angleterre | 6  | 6 | 0 | 0 | 324 | 81  | 28  |
| CA Brive France              | 6  | 3 | 0 | 3 | 203 | 169 | 18  |
| Border Reivers Écosse        | 6  | 3 | 0 | 3 | 155 | 177 | 15  |
| L'Aquila Rugby Italie        | 6  | 0 | 0 | 6 | 103 | 358 | 1   |

### 2006-2007
Challenge européen :
|                  | Tour                          | Club                      | Match | Club                      |    |
| ---------------- | ----------------------------- | ------------------------- | ----- | ------------------------- | -- |
| 20 octobre 2006  | Phase de poules, poule 3 : J1 | US Montauban              | 13-26 | CA Brive Corrèze Limousin | 60 |
| 28 octobre 2006  | Phase de poules, poule 3 : J2 | CA Brive Corrèze Limousin | 41-12 | Newcastle Falcons         | 61 |
| 9 décembre 2006  | Phase de poules, poule 3 : J3 | CA Brive Corrèze Limousin | 78-18 | Petrarca Padova           | 62 |
| 16 décembre 2006 | Phase de poules, poule 3 : J4 | Petrarca Padova           | 6-48  | CA Brive Corrèze Limousin | 63 |
| 12 janvier 2007  | Phase de poules, poule 3 : J5 | Newcastle Falcons         | 24-17 | CA Brive Corrèze Limousin | 64 |
| 20 janvier 2007  | Phase de poules, poule 3 : J6 | CA Brive Corrèze Limousin | 15-6  | US Montauban              | 65 |
| 31 mars 2007     | Quart-de-finale               | Newport Gwent Dragons     | 39-17 | CA Brive Corrèze Limousin | 66 |

Classement de la poule 3 :
|                              | MJ | V | N | D | PP  | PC  | Pts |
| ---------------------------- | -- | - | - | - | --- | --- | --- |
| CA Brive France              | 6  | 5 | 0 | 1 | 225 | 79  | 24  |
| Newcastle Falcons Angleterre | 6  | 4 | 0 | 2 | 181 | 85  | 21  |
| US Montauban France          | 6  | 3 | 0 | 3 | 107 | 98  | 13  |
| Petrarca Padova Italie       | 6  | 0 | 0 | 6 | 47  | 298 | 0   |

### 2007-2008
Challenge européen :
Le parcours en poule des Corréziens est mitigé : deux défaites face à Newcastle, mais les deux victoires face aux joueurs du Connémara, dont celle en Irlande qui annule l'échec à domicile contre Newcastle, équilibrent le bilan comptable. La double victoire contre le champion d'Espagne El Salvador assure aux brivistes leur billet pour les quarts. Ils y affrontent l'équipe de Sale qui, alors, compte dans ses rangs un certain Sébastien Chabal et est entraînée par Philippe Saint-André. L'opposition est plus consistante et bien reflétée par un score fleuve : 49-24.
|                  | Tour                          | Club              | Match | Club              |    |
| ---------------- | ----------------------------- | ----------------- | ----- | ----------------- | -- |
| 9 novembre 2007  | Phase de poules, poule 3 : J1 | CA Brive          | 15-6  | Connacht          | 67 |
| 15 novembre 2007 | Phase de poules, poule 3 : J2 | Newcastle Falcons | 25-19 | CA Brive          | 68 |
| 9 décembre 2007  | Phase de poules, poule 3 : J3 | CA Brive          | 71-0  | El Salvador       | 69 |
| 16 décembre 2007 | Phase de poules, poule 3 : J4 | El Salvador       | 8-40  | CA Brive          | 70 |
| 11 janvier 2008  | Phase de poules, poule 3 : J5 | CA Brive          | 12-19 | Newcastle Falcons | 71 |
| 18 janvier 2008  | Phase de poules, poule 3 : J6 | Connacht          | 15-22 | CA Brive          | 72 |
| 4 avril 2008     | Quart-de-finale               | Sale              | 49-24 | CA Brive          | 73 |

Classement de la poule 3 :
|   | Équipe               | Pts | B | J | G | N | P | PP  | PC  | Diff |
| - | -------------------- | --- | - | - | - | - | - | --- | --- | ---- |
| 1 | Newcastle Falcons    | 24  | 4 | 6 | 5 | 0 | 1 | 264 | 57  | +207 |
| 2 | CA Brive             | 20  | 4 | 6 | 4 | 0 | 2 | 179 | 73  | +106 |
| 3 | Connacht             | 15  | 3 | 6 | 3 | 0 | 3 | 172 | 97  | +75  |
| 4 | Cetransa El Salvador | 0   | 0 | 6 | 0 | 0 | 6 | 26  | 414 | -388 |

### 2008-2009
Challenge européen :
Le CA Brive aborde la compétition avec des intentions déclarées, car une victoire finale entraînerait une participation à la H Cup l'année suivante. Et les Coujous commencent leur parcours de la pire des manières : une défaite à Parme. Ce sera néanmoins leur seul échec en poules, où ils battent à deux reprises leur plus sérieux rivaux, les Anglais de Newcastle, avec une belle victoire en Angleterre. Qualifiés pour les quarts de finale, les joueurs du club de la cité gaillarde doivent toutefois se déplacer à nouveau sur les terres de sa Très Gracieuse Majesté pour y défier Worcester. Ce sera en vain, en grande partie par leur propre faute.
|                  | Tour                          | Club               | Match | Club              |    |
| ---------------- | ----------------------------- | ------------------ | ----- | ----------------- | -- |
| 12 octobre 2008  | Phase de poules, poule 4 : J1 | Overmarch Parme    | 34-29 | CA Brive          | 74 |
| 16 octobre 2008  | Phase de poules, poule 4 : J2 | CA Brive           | 36-22 | Newcastle Falcons | 75 |
| 5 décembre 2008  | Phase de poules, poule 4 : J3 | CA Brive           | 84-6  | El Salvador       | 76 |
| 14 décembre 2008 | Phase de poules, poule 4 : J4 | El Salvador        | 5-55  | CA Brive          | 77 |
| 17 janvier 2009  | Phase de poules, poule 4 : J5 | Newcastle Falcons  | 9-10  | CA Brive          | 78 |
| 22 janvier 2009  | Phase de poules, poule 4 : J6 | CA Brive           | 29-13 | Overmarch Parme   | 79 |
| 11 avril 2009    | Quart-de-finale               | Worcester Warriors | 29-18 | CA Brive          | 80 |

Classement de la poule 4 :
|   | Équipe            | Points | MJ | V | N | D | EM | EE | BO | BD | PP  | PC  | Diff |
| - | ----------------- | ------ | -- | - | - | - | -- | -- | -- | -- | --- | --- | ---- |
| 1 | CA Brive          | 24     | 6  | 5 | 0 | 1 | 33 | 8  | 3  | 1  | 243 | 89  | +154 |
| 2 | Newcastle Falcons | 19     | 6  | 4 | 0 | 2 | 24 | 9  | 2  | 1  | 178 | 90  | +88  |
| 3 | Overmarch Parme   | 16     | 6  | 3 | 0 | 3 | 19 | 13 | 2  | 2  | 165 | 120 | +45  |
| 4 | El Salvador       | 0      | 6  | 0 | 0 | 6 | 6  | 52 | 0  | 0  | 46  | 333 | -287 |

### 2009-2010
Coupe d'Europe :
Le CA Brive, à la suite de sa sixième place en Top 14 2008-2009, retrouve la Heineken Cup, onze ans après l'avoir quittée. Dans sa poule, le club corrézien est aux prises avec le champion d'Europe en titre, la province du Leinster, les Gallois de Llanelli et les London Irish, l'ancien club d'Olivier Magne. Ayant des difficultés en Championnat, il lutte pour bien figurer dans cette compétition où il a été deux fois en finale en autant de participations. Malheureusement, dans une compétition d'un autre niveau que le Championnat, ne laissant aucune place au relâchement, le CA Brive ne pourra pas gagner le moindre match et devra, en guise de sortie, se contenter d'un simple point de bonus défensif, obtenu lors du dernier match au Stadium. La venue du Leinster, tenant du titre, pour le grand retour de la Coupe d'Europe au Stadium, se solde même par une humiliation et entraînera le départ de Patrick Sébastien de la présidence du club. La volonté de ce dernier, qui était de reprendre en main le secteur sportif, s'est heurtée à l'opposition du conseil d'administration du club. La fin de la phase de poule tournera au fiasco pour les Brivistes.
|                  | Tour                          | Club              | Match | Club              |    |
| ---------------- | ----------------------------- | ----------------- | ----- | ----------------- | -- |
| 10 octobre 2009  | Phase de poules, poule 4 : J1 | Llanelli Scarlets | 24-12 | CA Brive          | 81 |
| 17 octobre 2009  | Phase de poules, poule 4 : J2 | CA Brive          | 13-36 | Leinster          | 82 |
| 12 décembre 2009 | Phase de poules, poule 4 : J3 | CA Brive          | 3-36  | London Irish      | 83 |
| 19 décembre 2009 | Phase de poules, poule 4 : J4 | London Irish      | 34-13 | CA Brive          | 84 |
| 16 janvier 2010  | Phase de poules, poule 4 : J5 | Leinster          | 27-10 | CA Brive          | 85 |
| 23 janvier 2010  | Phase de poules, poule 4 : J6 | CA Brive          | 17-20 | Llanelli Scarlets | 86 |

Classement de la poule :
| \| Rang \| Équipe \| J \| V \| N \| D \| Em \| Ee \| Bo \| Bd \| Pm \| Pe \| Diff \| Pts \| \| ---- \| ------------ \| - \| - \| - \| - \| -- \| -- \| -- \| -- \| --- \| --- \| ---- \| --- \| \| 1 \| Leinster (T) \| 6 \| 4 \| 1 \| 1 \| 19 \| 6 \| 3 \| 1 \| 154 \| 60 \| +94 \| 22 \| \| 2 \| Llanelli RFC \| 6 \| 4 \| 0 \| 2 \| 12 \| 20 \| 1 \| 0 \| 116 \| 147 \| -31 \| 17 \| \| 3 \| London Irish \| 6 \| 3 \| 1 \| 2 \| 16 \| 8 \| 2 \| 1 \| 140 \| 94 \| +46 \| 17 \| \| 4 \| CA Brive \| 6 \| 0 \| 0 \| 6 \| 7 \| 20 \| 0 \| 1 \| 68 \| 177 \| -109 \| 1 \| |              |   |   |   |   |    |    |    |    |     |     |      |     |
| Rang | Équipe       | J | V | N | D | Em | Ee | Bo | Bd | Pm  | Pe  | Diff | Pts |
| 1 | Leinster (T) | 6 | 4 | 1 | 1 | 19 | 6  | 3  | 1  | 154 | 60  | +94  | 22  |
| 2 | Llanelli RFC | 6 | 4 | 0 | 2 | 12 | 20 | 1  | 0  | 116 | 147 | -31  | 17  |
| 3 | London Irish | 6 | 3 | 1 | 2 | 16 | 8  | 2  | 1  | 140 | 94  | +46  | 17  |
| 4 | CA Brive     | 6 | 0 | 0 | 6 | 7  | 20 | 0  | 1  | 68  | 177 | -109 | 1   |

### 2010-2011
Les Brivistes disputent à nouveau le Challenge européen, rebaptisé la Amlin Cup. Dans leur poule, ils sont opposés aux Anglais de Sale, aux Italiens de Padoue et aux Espagnols d’El Salvador.
S'ils sont à la peine en Top 14, les Cabistes réussissent dans leur poule. Vainqueurs de Padoue à domicile, ils établissent la plus large victoire européenne de leur histoire en Espagne : 116-3, avec dix-sept essais à la clé. Ils gagnent leur double confrontation contre Sale. Le match retour rentre dans les annales du club briviste : le terrain des Anglais est enneigé, on recherche alors un autre terrain pour disputer la rencontre. Après plusieurs jours de négociations infructueuses, il est décidé de jouer à Galashiels en Écosse. Cantonnés dans leur hôtel situé près de Manchester, les Coujous doivent effectuer près de quatre heures de bus pour se rendre en Écosse. Ce périple contribura à resserrer les liens pour un groupe en proie à des difficultés en Championnat. Brive s'imposera 15-13, grâce à un but de pénalité de Julien Caminati à la dernière minute. Les deux derniers matches se soldent par deux victoires, dont une difficile en Italie. Brive  termine leader incontesté de la poule 2. Mieux, son classement parmi les meilleurs premiers (deuxième) lui permet de disputer son quart de finale à domicile, contre les Irlandais du Munster, double champions d’Europe, en 2006 et 2008. L'affiche est somptueuse, neuf essais sont marqués : cinq par les coéquipiers de Ronan O'Gara, quatre par les Brivistes. Le CAB est rapidement mené, mais va livrer un match superbe, pour mener à la mi-temps (20-19). Les Irlandais vont repasser devant puis se détacher à nouveau en seconde mi-temps. Mais les Corréziens exemplaires ce jour-là vont tirer leurs dernières cartouches au point de revenir à cinq points des Munstermen. La défaite (42-37) semble bien anecdotique au public d'Amédée-Domenech, qui ovationne ses joueurs au coup de sifflet final.
|                  | Tour                          | Club                  | Match | Club                  |    |
| ---------------- | ----------------------------- | --------------------- | ----- | --------------------- | -- |
| 8 octobre 2010   | Phase de poules, poule 2 : J1 | CA Brive              | 32-6  | Petrarca Rugby Padoue | 87 |
| 16 octobre 2010  | Phase de poules, poule 2 : J2 | El Salvador Rugby     | 3-116 | CA Brive              | 88 |
| 11 décembre 2010 | Phase de poules, poule 2 : J3 | CA Brive              | 18-9  | Sale                  | 89 |
| 20 décembre 2010 | Phase de poules, poule 2 : J4 | Sale                  | 13-15 | CA Brive              | 90 |
| 14 janvier 2011  | Phase de poules, poule 2 : J5 | CA Brive              | 52-3  | El Salvador Rugby     | 91 |
| 22 janvier 2011  | Phase de poules, poule 2 : J6 | Petrarca Rugby Padoue | 20-24 | CA Brive              | 92 |
| 9 avril 2011     | Quart-de-finale               | CA Brive              | 37-42 | Munster               | 93 |

Classement de la poule 2 :
| \| Rang \| Équipe \| J \| V \| N \| D \| Em \| Ee \| Bo \| Bd \| Pm \| Pe \| Diff \| Pts \| \| ---- \| --------------- \| - \| - \| - \| - \| -- \| -- \| -- \| -- \| --- \| --- \| ---- \| --- \| \| 1 \| CA Brive \| 6 \| 6 \| 0 \| 0 \| 34 \| 3 \| 3 \| 0 \| 257 \| 54 \| +203 \| 27 \| \| 2 \| Sale Sharks \| 6 \| 4 \| 0 \| 2 \| 39 \| 4 \| 4 \| 1 \| 279 \| 58 \| +221 \| 21 \| \| 3 \| Petrarca Padoue \| 6 \| 1 \| 0 \| 5 \| 10 \| 26 \| 1 \| 1 \| 88 \| 189 \| -101 \| 6 \| \| 4 \| El Salvador \| 6 \| 1 \| 0 \| 5 \| 6 \| 56 \| 0 \| 0 \| 69 \| 368 \| -299 \| 4 \| |                 |   |   |   |   |    |    |    |    |     |     |      |     |
| Rang | Équipe          | J | V | N | D | Em | Ee | Bo | Bd | Pm  | Pe  | Diff | Pts |
| 1 | CA Brive        | 6 | 6 | 0 | 0 | 34 | 3  | 3  | 0  | 257 | 54  | +203 | 27  |
| 2 | Sale Sharks     | 6 | 4 | 0 | 2 | 39 | 4  | 4  | 1  | 279 | 58  | +221 | 21  |
| 3 | Petrarca Padoue | 6 | 1 | 0 | 5 | 10 | 26 | 1  | 1  | 88  | 189 | -101 | 6   |
| 4 | El Salvador     | 6 | 1 | 0 | 5 | 6  | 56 | 0  | 0  | 69  | 368 | -299 | 4   |

### 2011-2012
Pour l'édition 2011-2012 du Challenge européen, le CA Briviste est dans la poule 5 en compagnie de Sale (une nouvelle fois), du Champion d'Espagne La Vila et de sa bête noire de la saison précédente : le SU Agen. Le premier tour est la copie conforme de celui de l'édition précédente : les six matches de poule se soldent par autant de victoires, dont certaines acquises de belle manière. Ce bon parcours vaut aux Corréziens la deuxième place au classement des meilleurs premiers, derrière le Stade français Paris et de recevoir lors de leur quart de finale. Après les Irlandais du Munster, c'est la franchise galloise des Scarlets qui se rend au Stade Amédée Domenech le 8 avril 2012. Pour le 100e match européen de son histoire, le CA Brive s'impose 15-11 face aux partenaires de George North et atteint les demi-finales de la compétition, pour la troisième fois de son histoire. Dans un dernier carré 100% français, le CAB s'incline face  au Biarritz olympique au Stade Aguiléra.
|                  | Tour                          | Club               | Match | Club              |     |
| ---------------- | ----------------------------- | ------------------ | ----- | ----------------- | --- |
| 12 novembre 2011 | Phase de poules, poule 5 : J1 | CA Brive           | 26-18 | Sale              | 94  |
| 20 novembre 2011 | Phase de poules, poule 5 : J2 | SU Agen            | 8-29  | CA Brive          | 95  |
| 10 décembre 2011 | Phase de poules, poule 5 : J3 | CR La Vila         | 18-47 | CA Brive          | 96  |
| 15 décembre 2011 | Phase de poules, poule 5 : J4 | CA Brive           | 38-13 | CR La Vila        | 97  |
| 12 janvier 2012  | Phase de poules, poule 5 : J5 | CA Brive           | 50-13 | SU Agen           | 98  |
| 19 janvier 2012  | Phase de poules, poule 5 : J6 | Sale               | 9-19  | CA Brive          | 99  |
| 8 avril 2012     | Quart-de-finale               | CA Brive           | 15-11 | Llanelli Scarlets | 100 |
| 28 avril 2012    | Demi-finale                   | Biarritz olympique | 19-0  | CA Brive          | 101 |

Classement de la poule 5 :
| \| Rang \| Équipe \| J \| V \| N \| D \| Em \| Ee \| Bo \| Bd \| Pm \| Pe \| Diff \| Pts \| \| ---- \| ----------- \| - \| - \| - \| - \| -- \| -- \| -- \| -- \| --- \| --- \| ---- \| --- \| \| 1 \| CA Brive \| 6 \| 6 \| 0 \| 0 \| 26 \| 7 \| 3 \| 0 \| 209 \| 79 \| +130 \| 27 \| \| 2 \| Sale Sharks \| 6 \| 4 \| 0 \| 2 \| 31 \| 8 \| 4 \| 0 \| 225 \| 96 \| +129 \| 20 \| \| 3 \| SU Agen \| 6 \| 2 \| 0 \| 4 \| 24 \| 21 \| 2 \| 0 \| 168 \| 166 \| +2 \| 10 \| \| 4 \| CR La Vila \| 6 \| 0 \| 0 \| 6 \| 6 \| 51 \| 0 \| 0 \| 64 \| 325 \| -261 \| 0 \| |             |   |   |   |   |    |    |    |    |     |     |      |     |
| Rang | Équipe      | J | V | N | D | Em | Ee | Bo | Bd | Pm  | Pe  | Diff | Pts |
| 1 | CA Brive    | 6 | 6 | 0 | 0 | 26 | 7  | 3  | 0  | 209 | 79  | +130 | 27  |
| 2 | Sale Sharks | 6 | 4 | 0 | 2 | 31 | 8  | 4  | 0  | 225 | 96  | +129 | 20  |
| 3 | SU Agen     | 6 | 2 | 0 | 4 | 24 | 21 | 2  | 0  | 168 | 166 | +2   | 10  |
| 4 | CR La Vila  | 6 | 0 | 0 | 6 | 6  | 51 | 0  | 0  | 64  | 325 | -261 | 0   |

### 2013-2014
Après une saison passée en seconde division, le club gaillard retrouve le parfum des rencontres européennes. Dans sa  poule, il est opposé aux Anglais de Newcastle, aux Roumains de Bucarest et aux Italiens de Calvisano. Qualifiés après une courte victoire à Newcastle, Brive est classé cinquième au classement des meilleurs premiers, et doit se déplacer pour son quart de finale. Il retrouve les Anglais de Bath, qui les avaient battu en finale de H Cup, seize ans plus tôt. Avec une équipe rajeunie, et face à des Anglais ambitionnant la victoire finale, Brive est lourdement battu 39-7.
|                  | Tour                          | Club              | Match | Club              |     |
| ---------------- | ----------------------------- | ----------------- | ----- | ----------------- | --- |
| 12 octobre 2013  | Phase de poules, poule 3 : J1 | Rugby Calvisano   | 20-20 | CA Brive          | 102 |
| 19 octobre 2013  | Phase de poules, poule 3 : J2 | CA Brive          | 23-16 | Newcastle Falcons | 103 |
| 7 décembre 2013  | Phase de poules, poule 3 : J3 | Bucarest          | 13-18 | CA Brive          | 104 |
| 12 décembre 2013 | Phase de poules, poule 3 : J4 | CA Brive          | 20-9  | Bucarest          | 105 |
| 9 janvier 2014   | Phase de poules, poule 3 : J5 | Newcastle Falcons | 7-9   | CA Brive          | 106 |
| 16 janvier 2014  | Phase de poules, poule 3 : J6 | CA Brive          | 31-9  | Rugby Calvisano   | 107 |
| 6 avril 2014     | Quarts de finale              | Bath              | 39-7  | CA Brive          | 108 |

Classement de la poule 3 :